# Bothrolycus ater
Bothrolycus ater är en ormart som beskrevs av Günther 1874. Bothrolycus ater är ensam i släktet Bothrolycus som ingår i familjen Lamprophiidae. Inga underarter finns listade.
Arten förekommer i centrala Afrika i Kamerun, Gabon, Ekvatorialguinea, Kongo-Brazzaville och Kongo-Kinshasa. Honor lägger ägg.
Vuxna exemplar är med en längd mindre än 75 cm små ormar. Det är i princip inget känt om levnadssättet.